# Цола Драгойчева
Цола Нінчева Драгойчева (30 серпня 1898 Бяла-Слатіна — 26 травня 1993, Софія) — болгарська державна і політична діячка, вчителька, комуністка і антифашистка.

## Біографія
Драгойчева народилася в місті Бяла Слатина 18 серпня (30 серпня по новому стилю) 1898 року. Членкиня Болгарської комуністичної партії. У 1919 році закінчила Вищий педагогічний інститут в Софії, а потім стала викладачем. Внаслідок її участі у розбудові вересня 1923 р. Вона була засуджена до 15 років ув'язнення, і їй було відмовлено у навчанні. Після амністії в 1924 році була обрана членом регіонального керівництва військової організації Комуністичної партії в Русе, Варна і Пловдив.
Після нападу в церкві св. Нєдєля (1925) Драгойчеву було засуджено до смерті за СРА, але вирок було відкладено у зв'язку з вагітністю. У 1926 році смертний вирок було заміщено довічним ув'язненням, а в 1932 році Драгочеву знову була амністована. Її син Chavdar Dragoychev, відомий болгарський хірург, народився у в'язниці.
Після звільнення з в'язниці Драгочева поїхала до СРСР, де закінчила Міжнародну школу ленінських в Москва (1933—1936). Через рік вона працювала в Міжнародному жіночому секретаріаті Комінтерну. Вона повернулася до Болгарії в 1936 році і в 1937 році була обрана членом ЦК Болгарської робітничої партії, і залишалася до 2 лютого 1990 року. З 1941 року вона була членом Політбюро ЦК Трудової партії. Брала участь у русі опору — 1941 — 44 роках.
Драгойчева брала участь у збройному опорі БРП (к) і була проти участі Болгарії в роки Другої світової війни на боці гітлерівської Німеччини. У серпні 1941 року її заарештували і відправили до Миколаївського жіночого монастиря, Асеновград, де вона залишилася до грудня того ж року. Її було заочно засуджено до смертної кари під CPA вдруге. Як організаційний секретар ЦК Робочої партії (к) влітку 1942 голів, з Cyril Dramaliev роботою на вітчизняних фронті.
Після 9 вересня 1944 року займала ряд посад — секретар Національного комітету Вітчизняного фронту (1944—1948), президент Болгарського союзу Національного жіночого (1945—1950), міністр пошти, телеграфів і телефонів (1947—1957), президент Національний комітет по захисту світу (1949—1952), голова Національного комітету з болгаро-радянської дружби (1957—1977), а з 1977 - його почесним головою, і інші [ Член Політбюро ЦК Комуністичної партії з 1966 р Член XXVI OHC ДПА VI, II—VII Національні Збори. Герой Соціалістичної Праці (1963). Герой Болгарської Народної Республіки (1968).
Цола Драгойчева брала активну участь у ліквідації Ніколи Петкова та Трейхо Костова, а також багатьох інших. «Вороги народу». Вона підтримує ідею Болгарії стати 16-ю республікою СРСР. На пленумі ЦК БКП по 4 листопада 1963 року в якості члена ЦК і голова Національного комітету з болгаро-радянської дружби, сказав: "Я ще раз розділити ентузіазм і радість працювати як комуніст, де партія направила мене за проїзд нашої країни до спільної сім'ї Радянського Союзу і бути однією з республік Радянського Союзу ". [3]. У його мистецтві та культурі він отримав назву цензора. Близько до Джозефа Кобцона. У 1971 році він отримав Ленінську премію миру від радянського уряду.
Мемуари його найбільш детальний офіційне джерело до 1989 року становище болгар в Македонії Вардар під час і після Другої світової війни і є вираженням позиції ПА по македонському питання. Проте її мемуари вважаються хибними і тенденційними, і вони піддаються сильній критиці лідера ВМРО Івана Михайлова.
У січні 2016 року всі члени ради Бяла Слатіна одноголосно ухвалити рішення, згідно з яким центральна міська площа була перейменована в «Драгойчева» «через його величезний внесок у розвиток міста.»